# جوناثان توجو
جوناثان توجو (بالإنجليزية: Jonathan Torres)‏ هو ممثل أمريكي معروف بدور ريان وولف في مسلسل سي إس آي:ميامي

## طفولته ونشأته
جوناثان فريدريك توجو ولد في روكلاند، ماساشوستس، ابن ل شيلا (صاحبة متجر) ومايكل توجو (مصمم جرافيك). والدته من أصول إيطالية وأيرلندية ووالده يهودى، باللقب العائلى الأصلي «تونكافيف» اختصر بواسطة السلف الذي أراد اسم أكثر سهولة يناسب أعماله في تجارة السجاد.
و ارتاد مدرسة عبرية عندما كان طفل وتخرج في مدرسة روكلاند الثانوية عام 1995 التي كان يكافح فيها، ثم حضر (المشروع المناقش المعاصر) برنامج الدراسة العالي كطالب عامى 1991 و1992، ثم عمل كمراقب عام 1996، ارتاد جامعة فاسار وتخرج ببكالريوس الفنون في المسرح، وعزز دراسته في المعهد المسرحى الوطني لمسرح يوجين أونيل، ثم عمل مع سام إنديكوت وجونى كونواى في الفريق الموسيقى الناجح الشجاعة
1. ↑  Jonathan Togo Film bio نسخة محفوظة 13 ديسمبر 2017 على موقع واي باك مشين.
2. ↑  Elyse's CSI Crime Scene Investigation Site: CSI: Miami News

- جوناثان توجو على موقع IMDb (الإنجليزية)
- جوناثان توجو على موقع روتن توميتوز (الإنجليزية)
- جوناثان توجو على موقع ألو سيني (الفرنسية)
- جوناثان توجو على موقع ميوزك برينز (الإنجليزية)
- جوناثان توجو على موقع أول موفي (الإنجليزية)
- جوناثان توجو على موقع إن إن دي بي (الإنجليزية)
- جوناثان توجو على موقع قاعدة بيانات الفيلم (الإنجليزية)
- جوناثان توجو على موقع كينوبويسك (الروسية)